# Rybník pod Vápnem
Rybník pod obcí Vápno se nalézá na katastru obce Vápno v okrese Pardubice u silnice spojující obce Vápno a Malé Výkleky ve vzdálenosti cca 0,8 km severně od centra obce Vápno. Rybník je využíván pro chov ryb.

## Galerie

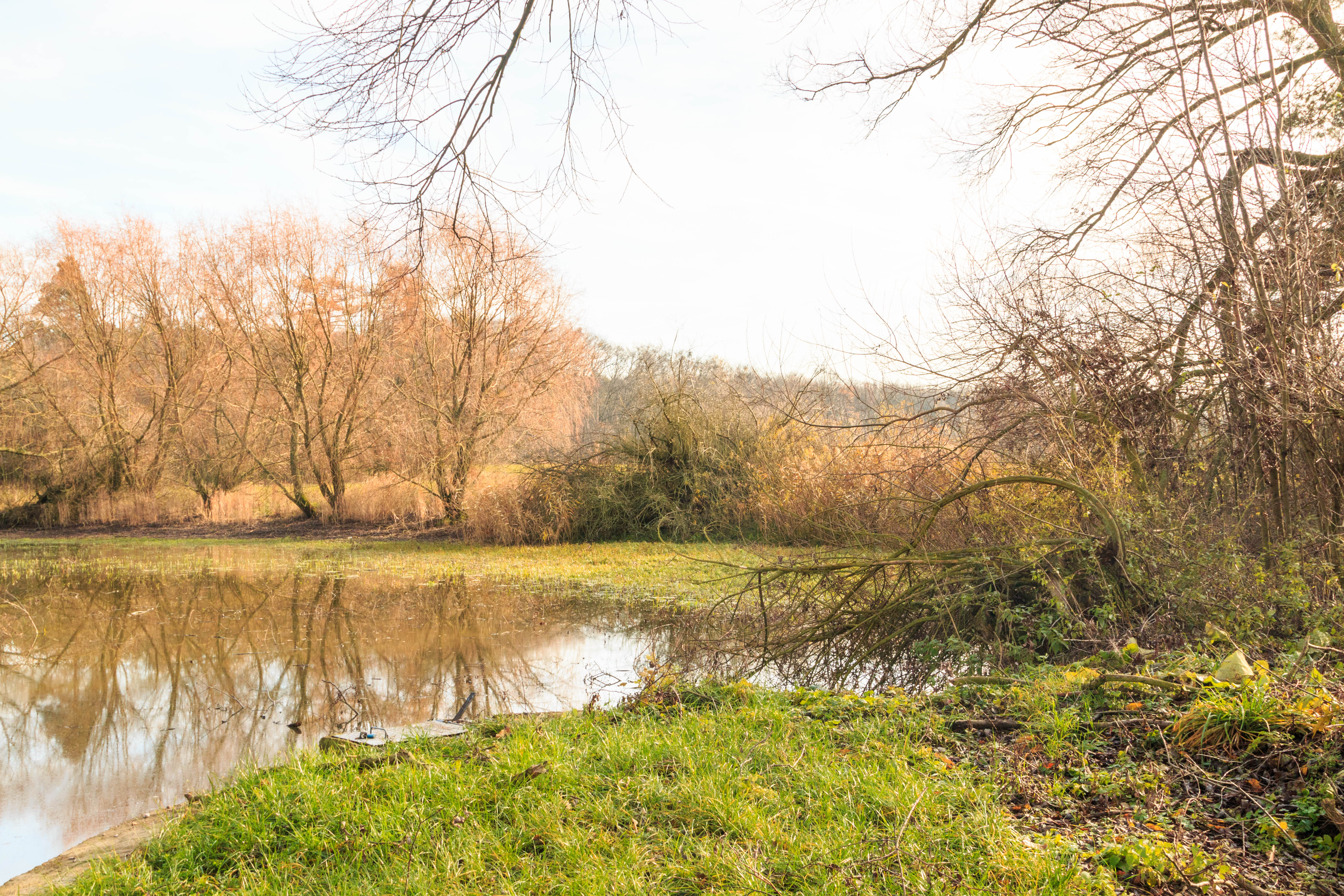
Rybník pod obcí Vápno
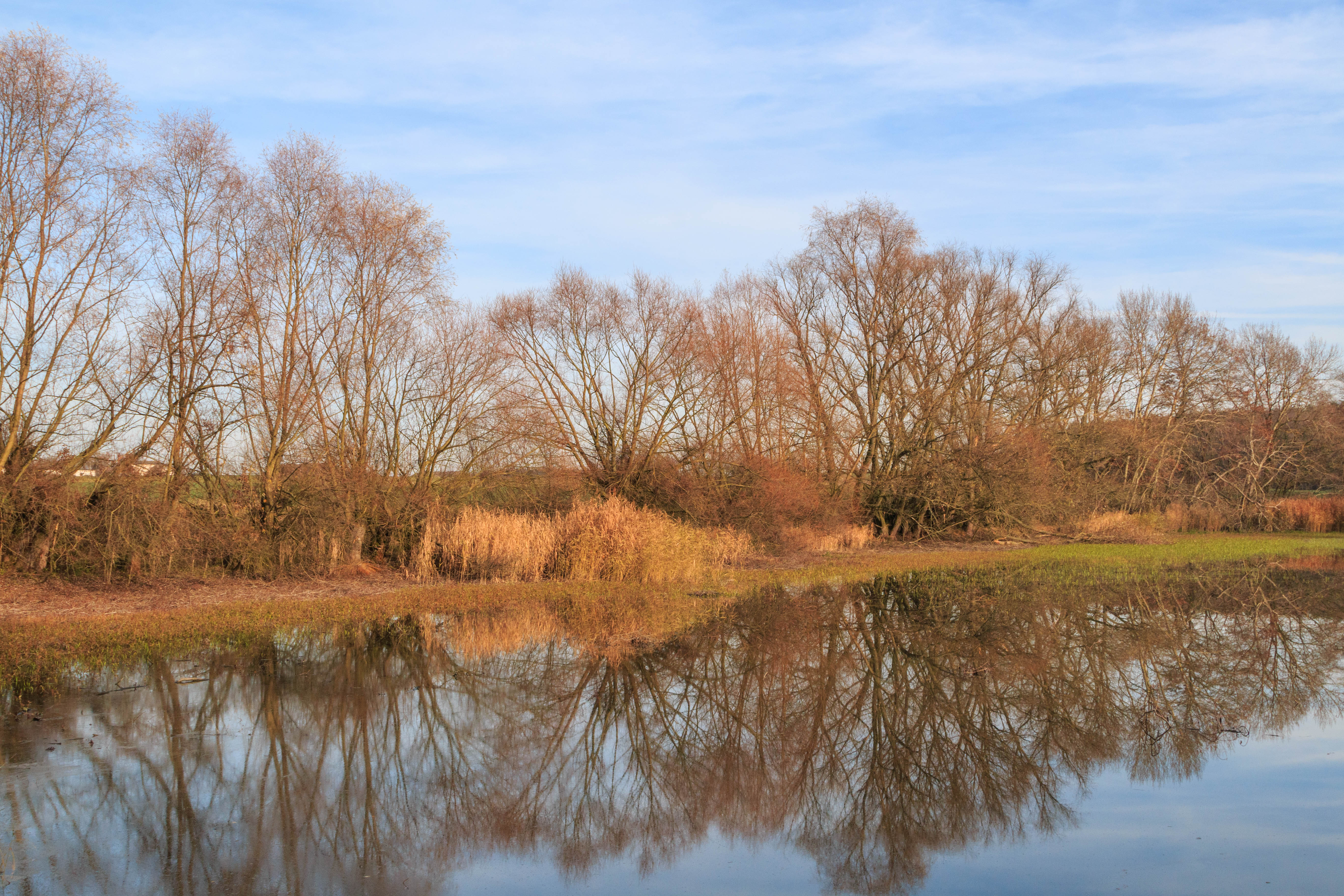
Rybník pod obcí Vápno